# 金寅
金 寅（キム イン、1943年11月23日 - 2021年4月4日）は、大韓民国並びに日本の囲碁棋士。全羅南道康津郡出身、木谷実九段門下、九段。1960年代に趙南哲に替わって韓国囲碁界の第一人者となる。国手戦6連覇などタイトル獲得30期。日本では、日本語読みできん いんとも、愛称としてキントラさんとも呼ばれる。

## 経歴
中学2年の時に韓国棋院で修行し、1958年に韓国棋院で入段、その後四段まで昇る。1961年には国手戦と最高位戦で、ともに趙南哲に挑戦するが敗れる。
1962年に来日し、木谷実門下となり、日本棋院飛び付き三段を認められる。大手合その他の日本の棋戦に参加するが、1963年に兵役のために帰国。1964年五段。1965年に国手戦で再度趙南哲に挑戦し、3-1で勝ってタイトル獲得、以後6連覇。同年、覇王を奪取し、以後7連覇。1966年には第1期王位戦決勝で、趙南哲を破り、以後7連覇。
1968年には40連勝を記録し、これは韓国歴代2位の記録。1983年、韓国で3人目の九段。
2006年には中日韓囲碁元老戦に出場、林海峰に勝利する。同年、国手戦50周年記念トーナメントに出場、芮廼偉に敗れる。
韓国棋院常務理事を務めた。
中山典之六段は、来日中の1963年春の大手合にて金に先番中押勝ちした碁を、一生の傑作として語り種としている。
2006年に胃癌の手術を受けた後は体調に配慮しながら囲碁活動を続けたが、2021年になってから体調が悪化し、4月4日に死去した。77歳没。

### タイトル歴
- 国手戦 1965-70年
- 覇王戦 1965、67-71、76年（66、72-75年は中止）
- 王位戦 1966-72、74年
- 最高位戦 1967、71-72年
- 王座戦 1968年
- 青少年杯戦 1968年
- 最強戦 1968年
- 名人戦 1969年
- ペクナム戦 1974年
- 棋王戦 1977年